# Sparkasse Arena
La Sparkasse Arena (fino al 2022 conosciuta come Palaonda o, in tedesco, Eiswelle), è lo stadio del ghiaccio di Bolzano, nel quale si disputano regolarmente le partite della locale compagine dell'Hockey Club Bolzano, che milita nella ICE Hockey League (fino al 2013 nella massima serie italiana). Ospita anche gli incontri delle squadre di hockey su ghiaccio femminile dell'EV Bozen Eagles, ed in passato, fino al 2008, dell'HC Eagles Bolzano.
La Sparkasse Arena può contenere durante partite di hockey su ghiaccio (o gli altri eventi sportivi, in particolare di pattinaggio artistico come il celebre Icegala e pattinaggio di velocità) 6738 persone, distribuite su due anelli.

Durante i concerti la capienza può salire ad oltre 8000 posti.

Logo dei mondiali 1994

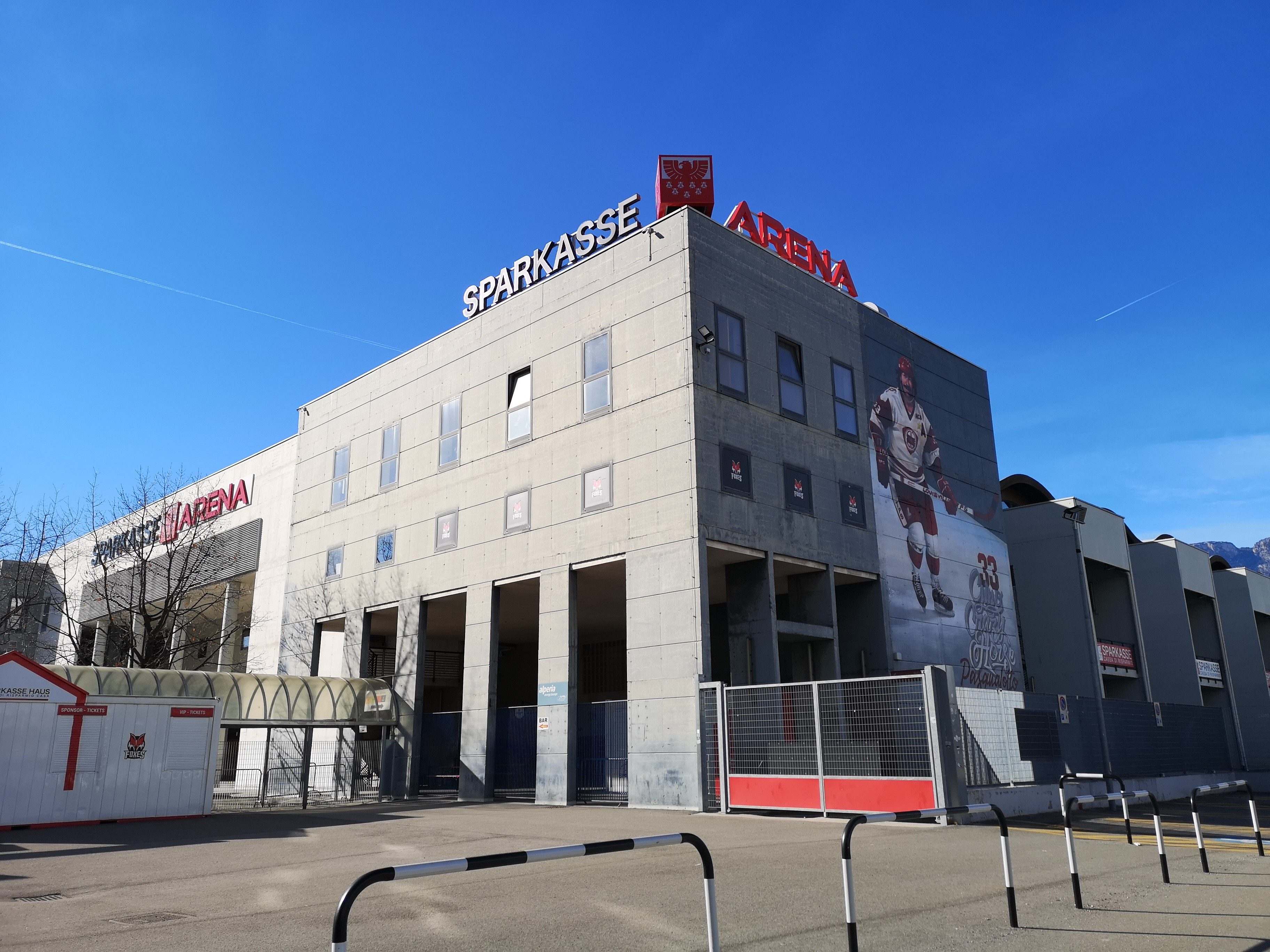
La Sparkasse Arena da nordest, con l'ingresso

La struttura è stata concepita come struttura polifunzionale e come primo dei padiglioni della nuova fiera di Bolzano dagli architetti Claudio Lucchin e Roberto D'Ambrogio, insieme a Silvano Bassetti, ed allo studio dell'ingegner Lee di Merano. Ancora oggi è utilizzata come spazio fieristico, ma la vocazione sportiva della struttura è nettamente prevalente.
Fu inaugurato per i campionati mondiali di hockey su ghiaccio che l'Italia ha ospitato tra il 25 aprile e l'8 maggio 1994. Allo stadio giocarono le nazionali inserite nel gruppo A: Italia, Canada, Russia, Gran Bretagna, Austria e Germania. Si tenne a Bolzano anche lo spareggio per non retrocedere fra Gran Bretagna e Norvegia, vinto da quest'ultima. Le altre sedi erano Canazei (Gruppo B) e Milano (dai quarti di finale alla finale). Per la cronaca, il podio fu: 1º Canada, 2º Finlandia, 3º Svezia.
L'impianto è di proprietà del comune di Bolzano, che lo ha acquisito nel 2010 dal precedente proprietario, l'ente Fiera di Bolzano e viene gestito dalla municipalizzata SEAB S.p.A..
Nel 2022 la Cassa di Risparmio di Bolzano si è aggiudicata il bando di sponsorizzazione, e lo stadio ha ufficialmente preso il nome di Sparkasse Arena. L'accordo ha durata quinquennale, prorogabile per altri cinque anni.